# Takie Życie
Takie Życie – polskojęzyczny tygodnik/dwutygodnik społeczno-kulturalny wydawany od 16 września 1995 do 27 czerwca 2016 w Vancouver w Kanadzie.
Pismo stanowiło przede wszystkim kronikę wydarzeń polonijnego życia w Vancouver (Kolumbia Brytyjska), ale obsługiwało również Polonię zamieszkałą w innych zachodnich prowincjach Kanady.
Redaktorem naczelnym był Andrzej Manuski, który za zasługi w działalności polonijnej, promowanie polskiej kultury oraz za osiągnięcia w pracy dziennikarskiej został odznaczony Krzyżem Kawalerskim Orderu Zasługi Rzeczypospolitej Polskiej.